# Josef Čihula
Josef Čihula, zvaný též Joska (17. ledna 1938 – 7. února 1966 Baranie rohy ve Vysokých Tatrách, Československo) byl český horolezec. Toužil po výškách, proto se vyučil pokrývačem. Měl neobyčejný lezecký talent a zvláště jej lákal neznámý terén, proto často objevoval nové směry. V českých skalách má evidováno 197 prvovýstupů. K nejvýznamnějším patří Nebeský pilíř na Suchých skalách, dnes hodnocený IXc, na Hruboskalsku Pamětní cesta na Dračí věž VIIIb, Údolní cesta na Dominstein VIIIb, Ruční spára na Anebo VIIIb, Údolní cesta na Kapelníka VIII, v Jizerských horách Čihulova spára na Zvon VIb a další. Saské horolezce udivil výstupem Údolní cesty na Barberinu, nebo průstupem cesty na Basteischluchtturm, kde volně přelezl tři místa se stavěním. I v Sasku zanechal hodnotné prvovýstupy – například Südostwand VIIIb, RP VIIIc na Wolfsturm (viz Příběh cesty na eMontaně). Absolvoval též mnoho významných výstupů v horách v zimě i v létě. Do historie horolezectví se zapsal zejména prvovýstupy v Julských Alpách - prostoupením dosud panenské stěny štítu Frdamane police, o které se bojovalo třicet let a prvovýstup středem stěny Široke Peče. Prvovýstupy měl také na Kavkaze. Zemřel tragicky ve Vysokých Tatrách při výstupu východní stěnou Baraních rohů poblíž Téryho chaty. Pomáhal zde tehdy svému příteli Erichu Soukupovi, horolezci z Jablonce nad Nisou, při splnění podmínek vyžadovaných pro získání I. výkonnostní třídy. Jiná dvojice lezců, kteří nad nimi postupovali toutéž cestou, pravděpodobně uvolnila lavinu, jež Čihulu se Soukupem smetla ze skály. Farář Aleš Jaluška z Církve československé husitské, sám bývalý horolezec, který sloužil v únoru 2006 v Turnově vzpomínkovou bohoslužbu za Josefa Čihulu při čtyřicátém výročí jeho smrti, se ale domnívá, že Čihula by se pravděpodobně – vzhledem ke svému horolezeckému umění – účastnil v roce 1970 výpravy na Huascarán v jihoamerickém Peru, během níž zahynuli všichni její členové.
Na úpatí skály Kazatelny v Jizerských horách je instalována pamětní deska upomínající na oba horolezce, kteří v Tatrách zahynuli. Na tabulce je napsáno:
O horách spolu snili, tam spolu zemřeli…

Josef Čihula
Erich Soukup
věrní kamarádi na laně

zahynuli 7. února 1966 ve východní stěně Baraních rohů ve Vysokých Tatrách.

 Další pamětní desku má v julských Alpách a měl desku i na Symbolickém cintoríně v Tatrách, ale ta byla později převezena do Čech.